# Бриньоли, Джованни де
Джова́нни де Бриньо́ли ди Бру́ннхофф (итал. Giovanni de Brignoli di Brunnhoff; 1774—1857) — итальянский ботаник.

## Биография
Джованни де Бриньоли родился 27 октября 1774 года в городе Градиска в дворянской семье. Начальное образование получал дома, затем был отправлен в Вену для изучения немецкого языка. В 1797 году в Венеции, познакомившись с ботаниками Джузеппе Оливи и Франсуа Паламедом де Сюффреном, заинтересовался изучением растений и начал составлять сводку флоры Каринтии, Крайны, Тироля, Швейцарии и Фриули.
В 1800 году Бриньоли женился на графине Маддалене де Клариани. На протяжении некоторого времени работал в суде, затем — в торговой палате Удине.
С 1808 года Джузеппе Бриньоли был профессором ботаники и сельского хозяйства в колледже в Урбино, где он основал ботанический сад. Помимо изучения местной флоры Бриньоли занимался также описанием геологии центральных Апеннин. В 1813 году получил от Наполеона поддержку для создания монографии флоры Италии, однако в связи с его падением и по семейным причинам был вынужден в 1816 году поселиться в Милане и преподавать ботанику в высшей школе Вероны. С 1817 по 1856 Бриньоли был профессором Моденского университета.
15 апреля 1857 года Джованни де Бринболи ди Бруннхофф скончался.
Большая часть образцов растений, собранных Бриньоли, хранится в гербарии Городского музея Виченцы (BASSA).

## Некоторые научные работы
- Brignoli, G. (1810). Fasciculus rariorum plantarum in horto botanico forojuliensium. 32 p.

## Роды, названные в честь Дж. Бриньоли
- Brignolia Bertol., 1813 [= Kundmannia Scop., 1777, nom. cons.]
- Brignolia DC., 1830, nom. illeg. [= Isertia Schreb., 1789]